# Alessandro Spinola
 (janvier 2019).
Si vous disposez d'ouvrages ou d'articles de référence ou si vous connaissez des sites web de qualité traitant du thème abordé ici, merci de compléter l'article en donnant les références utiles à sa vérifiabilité et en les liant à la section « Notes et références ».
Alessandro Spinola a été le 112e doge de Gênes du 9 octobre 1654 au 9 octobre 1656.